# Erythrus gilvellus
Erythrus gilvellus är en skalbaggsart som beskrevs av Holzschuh 2006. Erythrus gilvellus ingår i släktet Erythrus och familjen långhorningar.
Artens utbredningsområde är Sarawak. Inga underarter finns listade i Catalogue of Life.